# Со Вин (генерал)
Со Вин (бирм. စိုးဝင်း; род. 1 марта 1960) — заместитель старшего генерала мьянманской армии, нынешний заместитель председателя Государственного административного совета, заместитель главнокомандующего Вооружённых сил Мьянмы и главнокомандующий сухопутными войсками Мьянмы. Он также является членом Совета национальной обороны и безопасности Мьянмы.
В мае 2012 года бывший президент Мьянмы Тейн Сейн назначил его членом рабочего комитета правительственной группы, ответственной за переговоры с многочисленными вооружёнными этническими повстанческими группировками Мьянмы.
Со Вин — близкий соратник бывшего заместителя председателя Государственного совета мира и развития, заместителя старшего генерала Маун Ае.

## Происхождение и образование
Со Вин родился в 1960 году в семье У Чхи Сэйна и До Чжин Тхве. В 1976 году он вместе с Е Тху учился на курсах в Академии военной службы, получив диплом с отличием в области военной науки и литературы.

## Военная карьера
В 1980 году Со Вин окончил Военную академию. В июне 2008 года он стал командующим Северного регионального командования армии Мьянмы в штате Качин. В августе 2010 года он стал начальником Бюро специальных операций-6, которое курирует военные операции в штатах Чин и Ракхайн, а также в округе Магве.
Со Вин также оказал давление на Армию независимости Качина, чтобы она преобразовалась в «Силы пограничной охраны» под контролем военных. Несмотря на многочисленные встречи между Со Вином и лидерами Армии независимости Качина в июле 2009 года и августе 2010 года, АНК так и не переименовалась.
В сентябре 2011 года Армия независимости Качина обвинила Со Вина в том, что он приказал солдатам Вооружённых сил Мьянмы атаковать позиции качинской армии, нарушив тем самым условия нескольких соглашений о прекращении огня, подписанных до предполагаемых атак. Со Вин отрицает эти утверждения, заявив, что ни он, ни кто-либо другой в Северном региональном командовании не отдавал приказы о нападении на качинскую армию.

### Обвинения в коррупции
Со Вина обвиняли в причастности к многочисленным делам о коррупции и вымогательстве во время его карьеры в качестве командующего Северным региональным командованием с 2008 по 2010 год. Его обвиняли в получении взяток от компаний, торгующих нефритом, лесом и золотом, в обмен на уступки от прибыли. Сообщается, что он принял взятку в размере 150 миллионов кьят (149 254 доллара США) от бизнесменов, торгующих тиком из китайской провинции Юньнань, в обмен на разрешение незаконной торговли тиком на границе Мьянмы и Китая. В марте 2010 года в городке Пхакан, штат Качин, он приказал солдатам Вооружённых сил взимать военные налоги с местных компаний по добыче нефрита.

## Личная жизнь
Женат на Тхан Тхан Нве.

## Награды
- Орден Дружбы (22 сентября 2023 года, Россия) — за большой вклад в развитие многопланового сотрудничества между Российской Федерацией и Республикой Союз Мьянма[6].